# Po jednym na drogę
Po jednym na drogę (fr. Le dernier pour la route) – francuski dramat z 2009 roku 
wyreżyserowany przez Philippe Godeau. Adaptacja autobiograficznej powieści francuskiego dziennikarza Le Nouvel Observateur Hervé Chabaliera. Film oparty na prawdziwej historii, poruszający dramat o piekle alkoholizmu i trudnej drodze powrotu do normalnego życia.

## Obsada
- François Cluzet − Hervé Chabalier
- Mélanie Thierry - Magali
- Michel Vuillermoz - Pierre
- Anne Consigny - Agnès
- Eric Naggar - Gunther
- Marilyne Canto - Carol
- Bernard Campan - Marc
- Lionnel Astier - Jean-Marie
- Raphaëline Goupilleau - Hélène
- Eva Mazauric - Kris
- Françoise Pinkwasser - Soledad
- Riton Liebman - Martin
- Arthur Moncla - Thomas
- Ninon Brétécher - Sandra
- Philippe du Janerand - Dr. Marcus